# Dryas (Rosaceae)
Dryas là một chi thực vật có hoa trong họ Hoa hồng.

## Hình ảnh

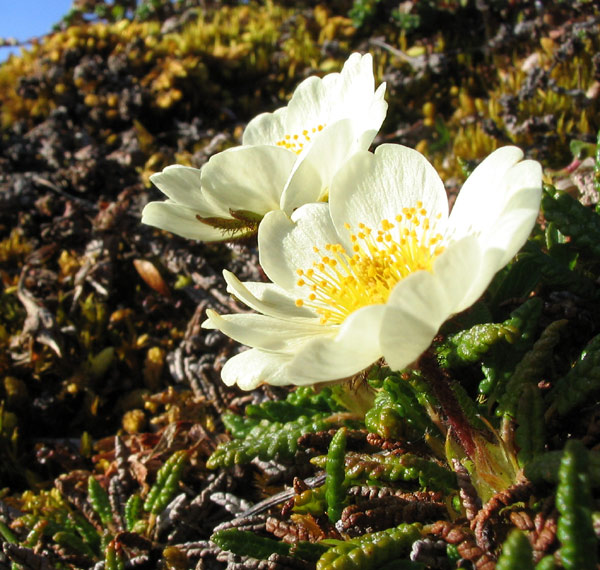
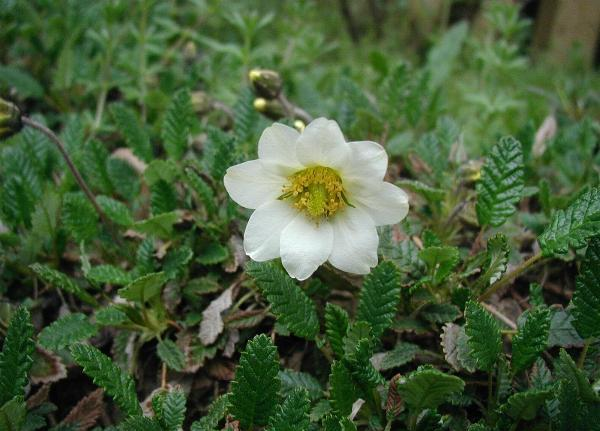
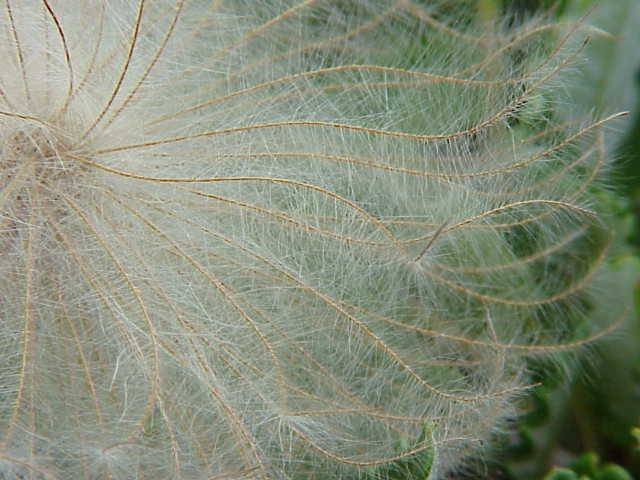
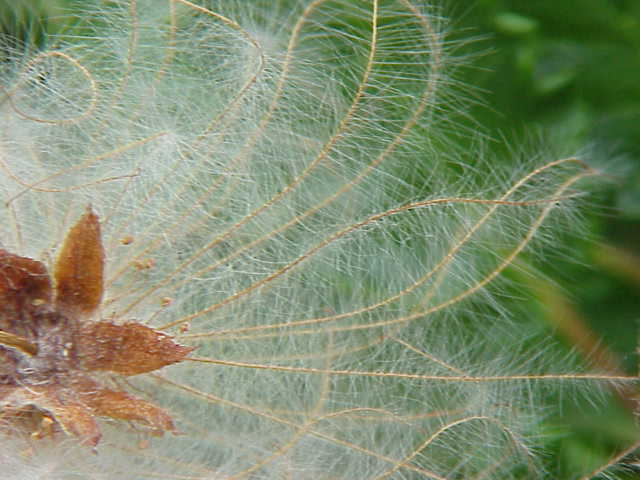